# Safford (Alabama)
Safford es un área no incorporada ubicada en el condado de Dallas en el estado estadounidense de Alabama.

## Geografía
Safford se encuentra ubicada en las coordenadas 32°17′15″N 87°22′17″O / 32.28750, -87.37139.